# 奥乔洛格
奥乔洛格，是匈牙利杰尔-莫雄-肖普朗州所辖的一个村。总面积10.41平方公里，总人口462，人口密度44.4人/平方公里（2011年1月1日）。